# クロスシード
クロスシード株式会社はかつて存在した日本のみなし貸金業者。

## 概説
元々はロイヤル信販株式会社として、1969年11月に設立。2004年10月に株式交換によりライブドアの子会社となり、同年12月に株式会社ライブドアクレジットに社名変更。
その後、2006年12月20日に、親会社のライブドアフィナンシャルホールディングス（現在のかざかフィナンシャルグループ）の全株式がアドバンテッジパートナーズLLPに譲渡され、ライブドアグループを離脱したことに伴い、2007年2月にかざかファイナンス株式会社に社名変更。さらに、2008年11月17日に、ネオラインキャピタル株式会社に社名変更し、2009年1月7日にかざかフィナンシャルグループから離脱した。2008年9月17日には、過払金請求で経営難に陥っていた三和ファイナンスの全株式を取得し、子会社化した。また、2009年4月には、プロミスの子会社3社、9月にはアイフルの子会社4社の各株式を取得して、子会社化した。
しかし、2010年の日本振興銀行破綻に伴い多額の焦げ付きが発生。これを受けて2012年1月31日に貸金業を廃止し、同時に株式会社ネオラインホールディングスとの提携を解消し現社名に変更。同時に手がける事業は債権回収のみとなった。その後、2012年9月17日に債権者のクラヴィス破産管財人から破産を申し立てられ、2013年12月26日に破産手続開始決定を受けた。2015年6月に配当金が決定。その結果は2.1519％と非常に厳しい物であった。
かつてライブドアクレジットを運営しており、アフィリエイト広告を出稿していたが、報酬支払い承認率はおおむね10%以下の場合が多く、承認率が非常に低かった。2005年には、アニメーターの渡辺明夫デザインによるイメージキャラクター「ろんたん」「ライブベア」による萌えローンなるものも展開していた。

## 沿革
- 1969年（昭和44年）11月22日 - 設立。
- 2004年（平成16年）
  - 10月 - 株式交換によりライブドアの子会社となる。
  - 12月 - 社名を株式会社ライブドアクレジットに変更。
- 2006年（平成18年）12月20日 - 親会社の株式会社ライブドアフィナンシャルホールディングス（現在のかざかフィナンシャルグループ）の全株式譲渡に伴い、アドバンテッジパートナーズLLPの傘下企業となる。
- 2007年（平成19年）2月1日 - 社名をかざかファイナンス株式会社に変更。
- 2008年（平成20年）
  - 9月17日 - 三和ファイナンスを子会社化。
  - 11月17日 - 社名をネオラインキャピタル株式会社に変更。
- 2009年（平成21年）
  - 1月7日 - かざかフィナンシャルグループから離脱。
  - 4月1日 - プロミスの子会社である株式会社タンポート（旧・クオークローン、現・クラヴィス）、サンライフ株式会社、株式会社セシールクレジットサービス（現・咲永）の3社を子会社化。
  - 9月30日 - アイフルの完全子会社である株式会社ワイド、株式会社トライト、株式会社ティーシーエム、株式会社パスキーの4社（貸金業は廃業し、債権回収を行う会社）の全株式と、アイフルの4社に対する貸付債権を取得し、子会社化。
- 2012年（平成24年）
  - 1月31日 -　親会社のネオラインホールディングスは第三者に株式を譲渡。貸金業を廃止し、新規申込を停止した。商号をクロスシード株式会社へ変更。
  - 2月13日 - 本店を東京都港区から宮城県仙台市青葉区に移転。
  - 9月17日 - 債権者のクラヴィス管財人から破産を申し立てられる。
- 2013年（平成25年）
  - 1月31日 - 本店を東京都中央区の現在地に移転。
  - 12月26日 - 大阪地方裁判所において破産手続開始[2][3]。
- 2015年（平成27年）
  - 7月30日 - 2.1519％の最終配当を実施。
  - 10月16日 - コールセンターを閉鎖。以後はメールかFAXのみの対応となる。
- 2016年（平成28年）1月20日 - 破産手続が終結し、消滅。